# Cristian Anghel
Cristian Anghel (n. 24 august 1950, Pitești, România) a fost primar al municipiului Baia Mare între 1993-2010.
A fost ales prima dată primar al municipiului Baia Mare în anul 1993 și reales în 1996, 2000, 2004 și 2008.

## Activitate profesională
Este doctor inginer în specializarea Mecanică Tehnică din 1990.

## Activitate politică
Cristian Anghel a fost membru al Partidului Național Liberal și președinte al PNL Maramureș. După condamnarea sa la închisoare pentru infracțiunea de abuz în serviciu, a demisionat din PNL.
În 2009 fusese ales vicepreședinte al PNL și s-a aflat pe lista de candidați ai partidului pentru Alegerile Europarlamentare din iunie 2009.

## Condamnare penală
La 17 martie 2010, după un proces îndelungat, Cristian Anghel a fost găsit vinovat de către Curtea de Apel din Cluj pentru acte de abuz în serviciu în formă calificată și a fost condamnat la o pedeapsă de 2 ani și 6 luni de detenție cu executare. În plus, Curtea de Apel Cluj i-a interzis dreptul de a ocupa sau de a fi ales într-o funcție publică.
În același timp, primarul din Baia Mare a fost obligat la plata sumei de 394.500 euro către Primăria Baia Mare cu titlu de prejudiciu creat prin activitatea infracțională, plus cheltuieli de judecată. De asemenea, judecătorii au menținut sechestrul asupra bunurilor sale mobile și imobile, instituit în cursul urmăririi penale. Decizia Curții de Apel Cluj este executorie și definitivă (fără drept de recurs).
Instanța l-a condamnat pe Anghel pentru aprobarea achiziției unui bloc de garsoniere contra sumei de 544.500 de euro de la o asociație familială care îl achiziționase cu puțin timp în urmă contra sumei de 150.000 de euro. Anghel a fost eliberat condiționat după zece luni, în februarie 2011.
A fost reprimit în PNL Maramureș in 2013. Ulterior, în anul 2016 a candidat pentru funcția de consilier județean din partea PER. Acum este președinte ALDE Maramureș.